# Byung-Chul Han
Byung-Chul Han (Koreaans: 한병철, Seoel, 1959) is een Koreaans-Duits filosoof en schrijver.
Sinds 2012 is hij hoogleraar in cultuurwetenschap en hoofd van het studium generale aan de Universiteit voor de Kunsten (UdK) in Berlijn.

## Boeken
Byung-Chul Han heeft vele boeken over filosofie, cultuur, religie en samenleving geschreven.
Zijn boeken zijn oorspronkelijk in het Duits uitgegeven. Enkele ervan zijn in het Nederlands vertaald en uitgegeven door Van Gennep, Amsterdam.
- Müdigkeitsgesellschaft (2010, ISBN 9783882216165) - De vermoeide samenleving (2012, ISBN 9789461640710)
- Transparenzgesellschaft (2012, ISBN 9783882215953) - De transparante samenleving (2012, ISBN 9789461641892)
- Agonie des Eros (2012, ISBN 9783882219739) - De terugkeer van Eros (2013, ISBN 9789461642196)
- Psychopolitik: Neoliberalismus und die neuen Machttechniken (2014, ISBN 978-3100022035) - Psychopolitiek: Neoliberalisme en de nieuwe machtstechnieken (2015, ISBN 9789461643384)
- Palliativgesellschaft. Schmerz heute. (2020, ISBN 9783957572691) - De palliatieve maatschappij (2022, ISBN 9789025910259)
- Infokratie: Digitalisierung und die Krise der Demokratie (2021, ISBN 9783751805261) - Infocratie (2022, ISBN 9789025911171)
- Via contemplativa: oder von der Untätigkeit (2022, ISBN 9783550202131) - Vita contemplativa (2023, ISBN 9789025911706)
- Die Krise der Narration (2023, ISBN 9783751805643) - De crisis van het narratieve (2024, ISBN 9789025912772)

## De palliatieve maatschappij
Byung-Chul Han noemde in zijn boek met die titel de hedendaagse maatschappij een palliatieve maatschappij, omdat men tegenwoordig coûte que coûte pijn willen vermijden. ¨We zijn bang geworden voor pijn. Zelfs de dood proberen we weg te stoppen. We kiezen vaak voor verdoving in plaats van echt leven.¨ 
- Bibsys: 12067326
- Biblioteca Nacional de España: XX5363466
- Bibliothèque nationale de France: cb13198129j (data)
- Catàleg d'autoritats de noms i títols de Catalunya: 981058509193406706
- CiNii: DA10081938
- Digitale Bibliotheek voor de Nederlandse Letteren: han_003
- Gemeinsame Normdatei: 11437810X
- International Standard Name Identifier: 0000 0000 7248 157X
- Library of Congress Control Number: n97111559
- Bibliotheek van het Japanse parlement: 031769989
- Nationale Bibliotheek van Tsjechië: xx0203797
- Nationale Bibliotheek van Israël: 987007339699505171
- Nationale en Universitaire bibliotheek Zagreb: 000702126
- Nederlandse Thesaurus van Auteursnamen: 15957272X
- Istituto Centrale per il Catalogo Unico: RAVV673297
- LIBRIS: 378801
- Système universitaire de documentation: 125295596
- Virtual International Authority File: 37059891
- WorldCat: E39PBJfcQvvJcRBKVktC6WqPcP